# ツーフィンガー奏法
ツーフィンガー奏法（ツーフィンガーそうほう）とは、主にアコースティック・ギターで使われる演奏法の一種。

## 概要
「ツーフィンガー奏法」と呼ばれるギターの奏法には次の二種がある。
- スリーフィンガー・ピッキング的なパターンを親指と人差し指の二本の指で弾く奏法。音色や音量を均一にしやすい一方、弾くべき弦とは異なる弦を弾く恐れがある。
- 親指でベース音を弾き、人差し指で高音弦をストロークする、カーター・ファミリー・ピッキング（英語版）的なアルペジオとストロークを合わせた奏法。

前者はピーター・ポール&マリーやサイモン&ガーファンクルの楽曲に見られることが多く、1960年代のフォークソングの流行と共に一般化したと思われる。後者の奏法の例としては、ビートルズでポール・マッカートニーが演奏したイエスタデイやブラックバードなどが挙げられる。
なお、エレクトリックベースにおける指弾き（基本的に人差し指+中指）もツーフィンガー奏法ということがある。